# Coleophora robustella
Coleophora robustella é uma espécie de mariposa do gênero Coleophora pertencente à família Coleophoridae.